# Emberiza siemsseni
Emberiza siemsseni é uma espécie de ave da família Emberizidae.
É endémica da China.
Os seus habitats naturais são: matagal húmido tropical ou subtropical.